# 拉格里塔

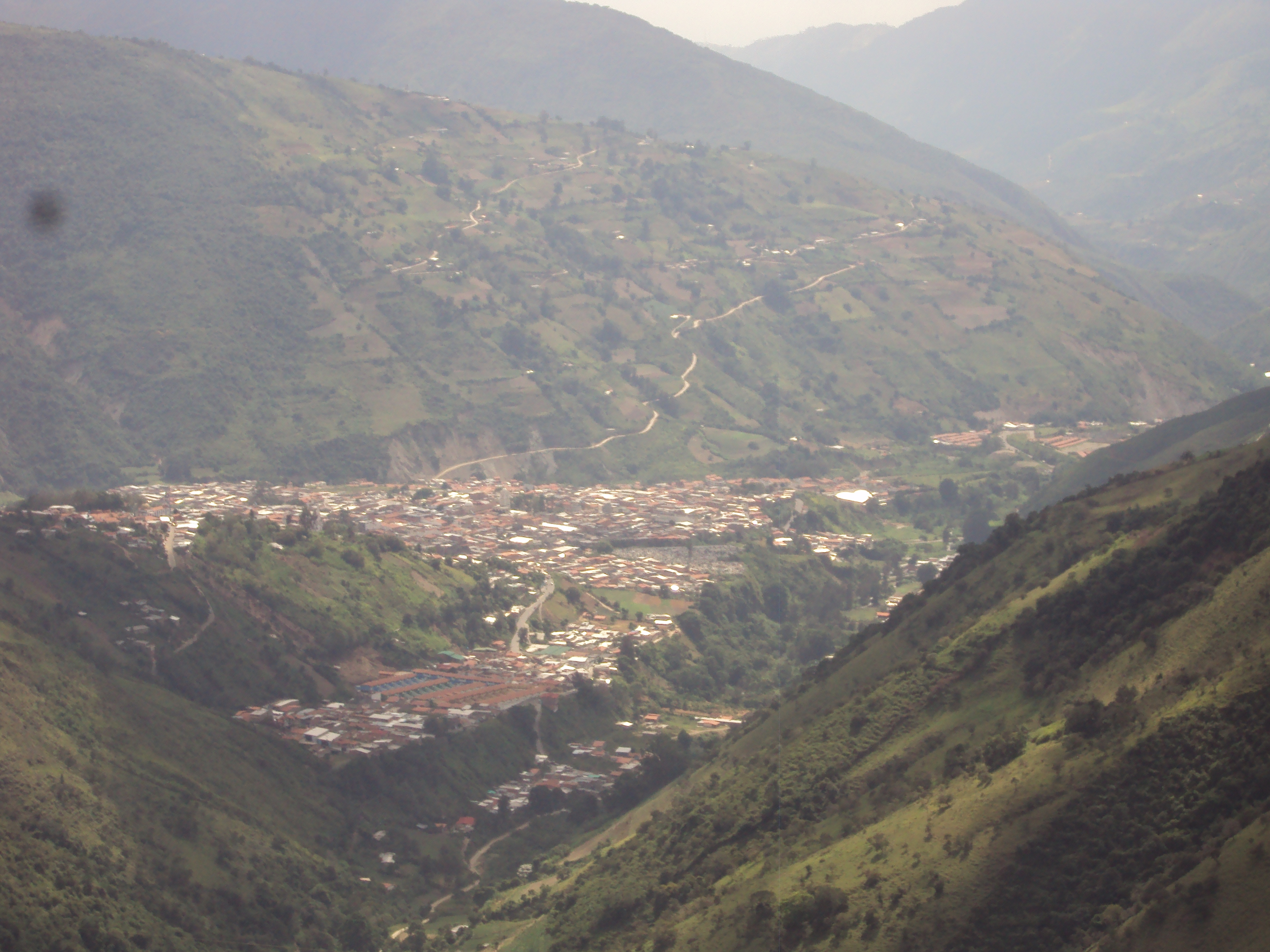

拉格里塔是委內瑞拉的城鎮，由塔奇拉州負責管轄，位於該國西北部，距離首府聖克里斯托瓦爾125公里，始建於1561年11月2日，面積363平方公里，海拔高度1,440米，2011年人口90,125。